# ジャンルイジ・ジェルメッティ
ジャンルイジ・ジェルメッティ（Gianluigi Gelmetti, 1945年9月11日 - 2021年8月11日）は、イタリアの指揮者。

## 人物・来歴
1945年、ローマ生まれ。イタリア国内でセルジュ・チェリビダッケやフランコ・フェラーラ、ウィーンの音楽大学でハンス・スワロフスキーらに指揮を学ぶ。1967年にフィレンツェ国際指揮者コンクールで優勝。イタリア各地で活躍する。レパートリーは古典派から現代音楽まで幅広く、オペラにもその手腕を発揮している。ベルリン・フィルハーモニー管弦楽団でヘンツェの交響曲第7番を初演してから注目され、ほどなくネヴィル・マリナーの後任としてシュトゥットガルト放送交響楽団の常任に就任。ラヴェルなどのフランス物やストラヴィンスキー、ヴァレーズなどの現代物も手がけ、またシュヴェツィンゲン音楽祭ではモーツァルトやロッシーニのオペラの上演などもしている。ローマ歌劇場に移ってからは安定した楽団の運営を見せ、傍ら夏にはボローニャなどに客演し、パルマのトスカニーニ・フィルハーモニー管弦楽団と合同でヴェルディのレクイエムの無料コンサートを指揮したりしている。棒はコンクール出身者らしく美しいが、均衡の取れた明るい正統的な音楽が特徴であり、古典派から現代音楽まで万遍なく演奏する。クラウディオ・アバドやアルベルト・ゼッダと並んでイタリアの「ロッシーニ指揮者」とも言われる。